# NGC 6716
NGC 6716 este o galaxie situată în constelația Săgetătorul. A fost descoperită în 14 iulie 1830 de către John Herschel. Se află la o distanță de 789 de parseci de Pământ.